# أبل ستور
أبل ستور (بالإنجليزية: Apple Store) هو سلسلة من متاجر البيع بالتجزئة التي تملكها وتديرها شركة أبل. تبيع المتاجر العديد من منتجات أبل، بما في ذلك أجهزة حاسوب ماك الشخصية، وهواتف آيفون الذكية، وأجهزة حاسوب آي باد اللوحية، ومشغلات الوسائط المحمولة آي بود، وساعات أبل واتش الذكية، ومشغلات وسائط أبل تي في الرقمية، والبرامج، وملحقات مختارة من جهات خارجية.
تم افتتاح أول متاجر آبل في الأصل كموقعين في مايو 2001 من قبل الرئيس التنفيذي آنذاك ستيف جوبز، بعد سنوات من المحاولة ولكن فشلت في مفاهيم المتجر داخل المتجر. نظرًا للحاجة إلى تحسين عرض البيع بالتجزئة لمنتجات الشركة، بدأ جهدًا في عام 1997 لتجديد برنامج البيع بالتجزئة للحصول على علاقة محسنة مع المستهلكين ووظف رون جونسون في عام 2000. أعاد جوبز إطلاق متجر أبل عبر الإنترنت في عام 1997 وافتتح أول متجرين فعليين في عام 2001. تكهنت وسائل الإعلام في البداية بأن شركة آبل ستفشل، لكن متاجرها كانت ناجحة للغاية، من خلال تجاوز أرقام مبيعات المنافسين للمتاجر القريبة وفي غضون ثلاث سنوات وصلت إلى مليار دولار أمريكي في المبيعات السنوية، لتصبح بذلك أسرع بائع تجزئة في التاريخ يفعل ذلك. على مر السنين، قامت أبل بتوسيع عدد مواقع البيع بالتجزئة وتغطيتها الجغرافية، مع 506 متجرًا في 25 دولة حول العالم اعتبارًا من 2018. جعلت مبيعات المنتجات القوية شركة أبل من بين أفضل متاجر البيع بالتجزئة، حيث تجاوزت المبيعات 16 مليار دولار على مستوى العالم في عام 2011.
في مايو 2016، كشفت أنجيلا أريندتس، نائب الرئيس الأول لقسم البيع بالتجزئة في أبل، عن أبل ستور الذي أعيد تصميمه بشكل كبير في ساحة الاتحاد، سان فرانسيسكو، والذي يتميز بأبواب زجاجية كبيرة للدخول، ومساحات مفتوحة، وغرف أعيدت تسميتها. بالإضافة إلى شراء المنتجات، يمكن للمستهلكين الحصول على المشورة والمساعدة من «المحترفين المبدعين» - الأفراد ذوي المعرفة المتخصصة بالفنون الإبداعية، الحصول على دعم المنتج في عبقرية جروف المبطن بالأشجار، وحضور الجلسات والمؤتمرات والأحداث المجتمعية، مع تعليق أهريندس بأن الهدف هو تحويل متاجر أبل إلى «ساحات المدينة»، وهو مكان يلتقي فيه الأشخاص بشكل طبيعي ويقضون فيه الوقت. سيتم تطبيق التصميم الجديد على جميع متاجر أبل في جميع أنحاء العالم، وهي عملية شهدت انتقال المتاجر مؤقتًا أو إغلاقها.
توجد العديد من متاجر أبل داخل مراكز التسوق، لكن أبل قامت ببناء العديد من المتاجر الرئيسية المستقلة في مواقع رفيعة المستوى. تم منحه براءات اختراع تصميم وحصل على جوائز معمارية لتصميمات متاجره وبنائها، خاصة لاستخدامه سلالم زجاجية ومكعبات. كان لنجاح متاجر أبل تأثير كبير على تجار التجزئة الآخرين في مجال الإلكترونيات الاستهلاكية، الذين فقدوا حركة المرور والسيطرة والأرباح بسبب الجودة العالية للخدمات والمنتجات في متاجر أبل. يتسبب الولاء الملحوظ للعلامة التجارية لشركة أبل بين المستهلكين في طوابير طويلة من مئات الأشخاص في افتتاح متجر أبل الجديد أو إصدارات المنتجات. نظرًا لشعبية العلامة التجارية، تتلقى أبل العديد من طلبات التوظيف، يأتي الكثير منها من العمال الشباب. يتلقى موظفو أبل ستور أجرًا أعلى من المتوسط، ويتم تقديم أموال مقابل التعليم والرعاية الصحية، والحصول على خصومات على المنتجات، ومع ذلك، هناك مسارات محدودة أو معدومة للتقدم الوظيفي. سلط تقرير صدر في مايو 2016 مع موظف تجزئة مجهول الضوء على بيئة عمل عدائية مع مضايقات من العملاء، وانتقاد داخلي حاد، وعدم وجود مكافآت كبيرة لتأمين عقود العمل الرئيسية.

## نظرة عامة

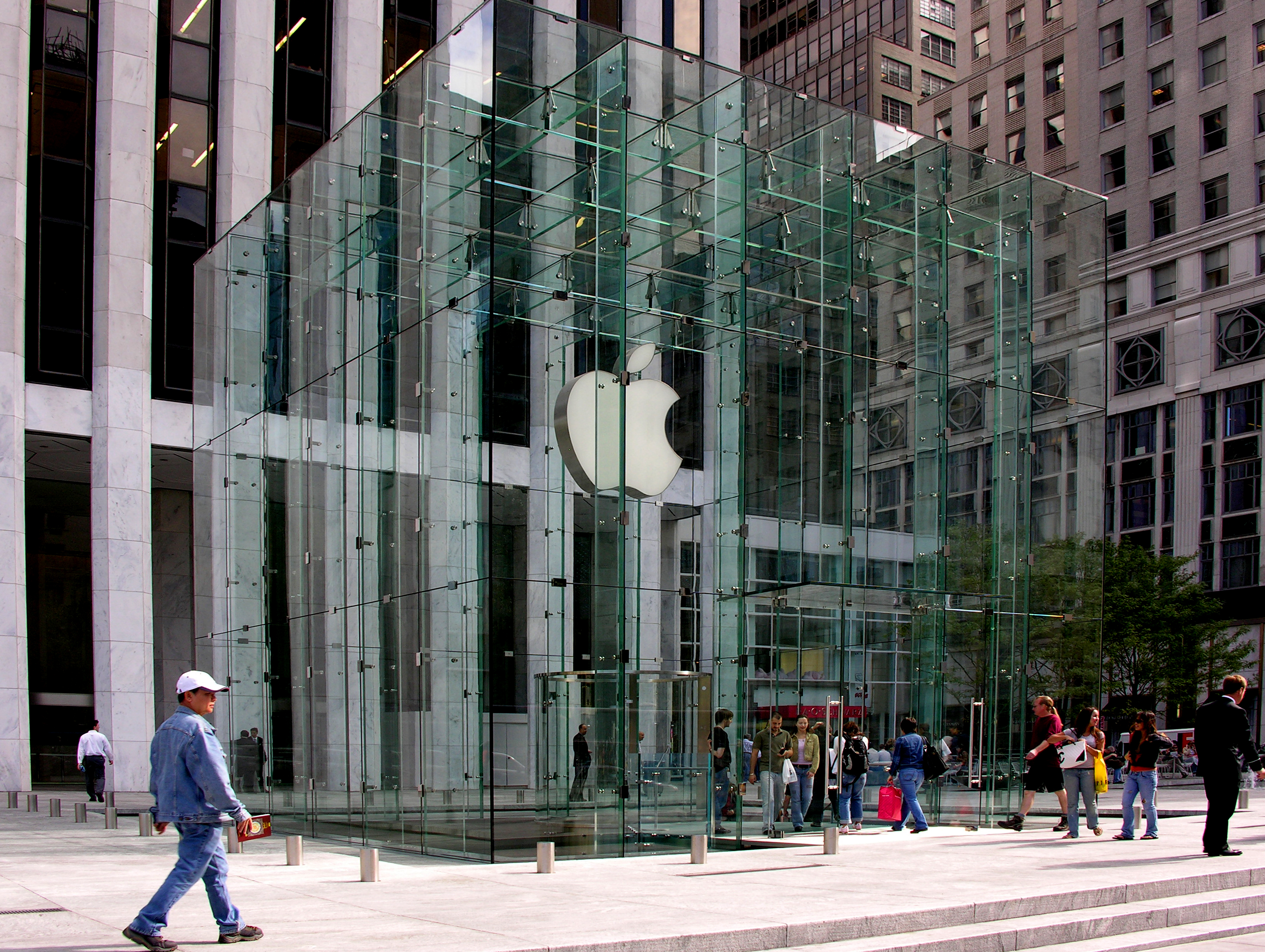
أبل ستور في الشارع الخامس الرائد في مدينة نيويورك عام 2006.

توجد العديد من متاجر أبل داخل مراكز التسوق، لكن أبل قامت ببناء العديد من المتاجر الرئيسية المستقلة في مواقع رفيعة المستوى، مثل المتجر الموجود في محطة غراند سنترال في مدينة نيويورك ومارينا باي ساندز في سنغافورة.
تتميز العديد من المتاجر متعددة المستويات بسلالم زجاجية وبعض الجسور الزجاجية أيضًا. كتبت صحيفة نيويورك تايمز في عام 2011 أن هذه الميزات كانت جزءًا من اهتمام الرئيس التنفيذي السابق ستيف جوبز بالتفاصيل، وحصلت شركة أبل على براءة اختراع للتصميم في عام 2002 لتصميم الدرج الزجاجي. تاريخياً، دخلت أبل في شراكة مع شركة الهندسة المعمارية بوهلين سيوينسكي جاكسون في تصميم وإنشاء متاجر التجزئة الأصلية الخاصة بها، وفي السنوات الأخيرة دخلت في شراكة مع شركة الهندسة المعمارية الحاضنة + شركاء في تصميم متاجرها الأحدث، بالإضافة إلى حرم أبل بارك الخاص بها.
حصلت أبل على العديد من الجوائز المعمارية لتصميمات متاجرها، وحصل المكعب الزجاجي «الأيقوني»، الذي صممه جزئيًا بيتر بوهلين، في متجر أبل الشارع الخامس الرائد في مدينة نيويورك، على براءة اختراع تصميم منفصلة في عام 2014.
شغل رون جونسون منصب نائب الرئيس الأول لعمليات البيع بالتجزئة من عام 2001 حتى 1 نوفمبر 2011. خلال فترة ولايته، تم الإبلاغ عن أنه بينما كان جونسون
مسؤولاً عن اختيار الموقع، والخدمة داخل المتجر، وتخطيط المتجر، كان المخزون يُسيطر عليه من قبل مدير العمليات في ذلك الوقت والمدير التنفيذي الحالي تيم كوك، الذي لديه خلفية في إدارة سلسلة التوريد. في يناير 2012، نقلت شركة أبل قيادة البيع بالتجزئة إلى جون برويت. ومع ذلك، بعد محاولات لخفض التكاليف، بما في ذلك تقليل التعيينات الجديدة والحد من ساعات عمل الموظفين، تم فصله بعد ستة أشهر، وأخبر مؤتمرًا لاحقًا أنه «لا يتناسب مع الطريقة التي يديرون بها الشركة». في أكتوبر 2013، استأجرت شركة أبل أنجيلا أهريندس من بربري.

### بيئة العمل

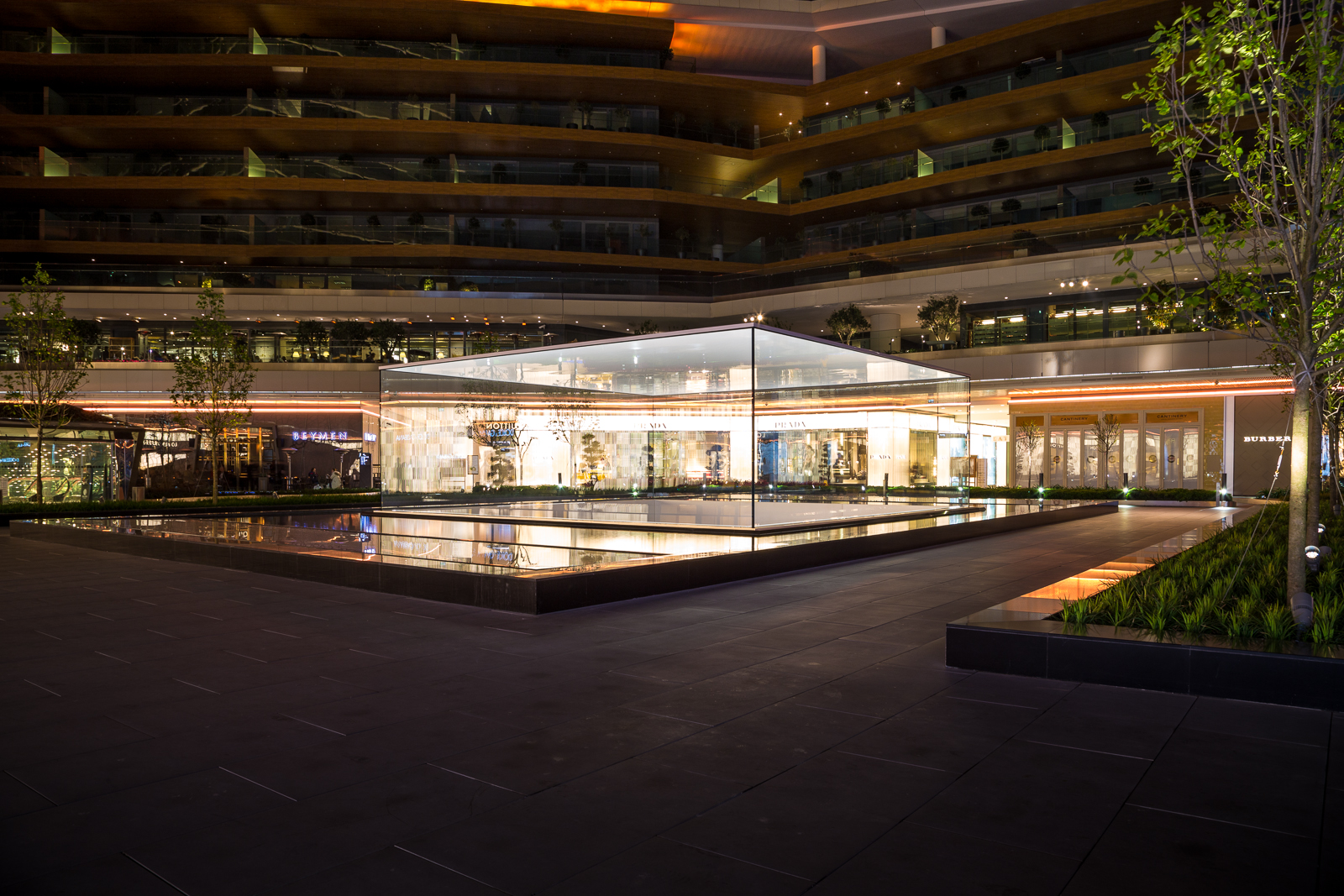
يحتوي أبل ستور في مركز زورلو في إسطنبول على فانوس زجاجي فاز بجائزة IStructE الجوائز الهيكلية العليا للهندسة الإنشائية لعام 2014

نظرًا لشعبية العلامة التجارية، فإن المتقدمين للوظائف في متاجر أبل متنوعون، مع تقدم العديد من العمال الشباب. وتيرة العمل عالية بسبب شعبية أجهزة آيفون وآيباد. عادة ما يعمل الموظفون لبضع سنوات فقط حيث أن الآفاق الوظيفية محدودة مع عدم وجود مسار للتقدم بخلاف منافذ إدارة البيع بالتجزئة المحدودة. يدفع موظفو أبل ستور أجورًا أعلى من المتوسط لموظفي التجزئة ويتم تقديم أموال لهم مقابل الرسوم الدراسية الجامعية، وعضويات الصالة الرياضية، والرعاية الصحية، وخطط 401 (k)، وخصومات المنتجات، وسعر مخفض عند شراء الأسهم. يبلغ معدل الاحتفاظ بالفنيين العاملين في شريط عبقرية أكثر من 90%.
تتميز مقالة بيزنس إنسايدر الصادرة في مايو 2016 بمقابلة مطولة مع عامل تجزئة مجهول في أبل ستور في المملكة المتحدة، حيث سلط الموظف الضوء على عدم الرضا والمشكلات الكبيرة لعمال التجزئة، بما في ذلك المضايقة والتهديدات بالقتل من العملاء، وهي سياسة انتقادات داخلية شديدة تشعر «مثل الطائفة»، وعدم وجود أي مكافأة كبيرة إذا تمكن العامل من تأمين عقد عمل بقيمة «مئات الآلاف»، ونقص في فرص الترقية، ودفع أجر ضئيل لدرجة أن العديد من العمال غير قادرين على شراء المنتجات بأنفسهم حتى مع خصم «سخي» على أي منتج من منتجات أبل أو أسهم أبل.

## البلدان والمناطق

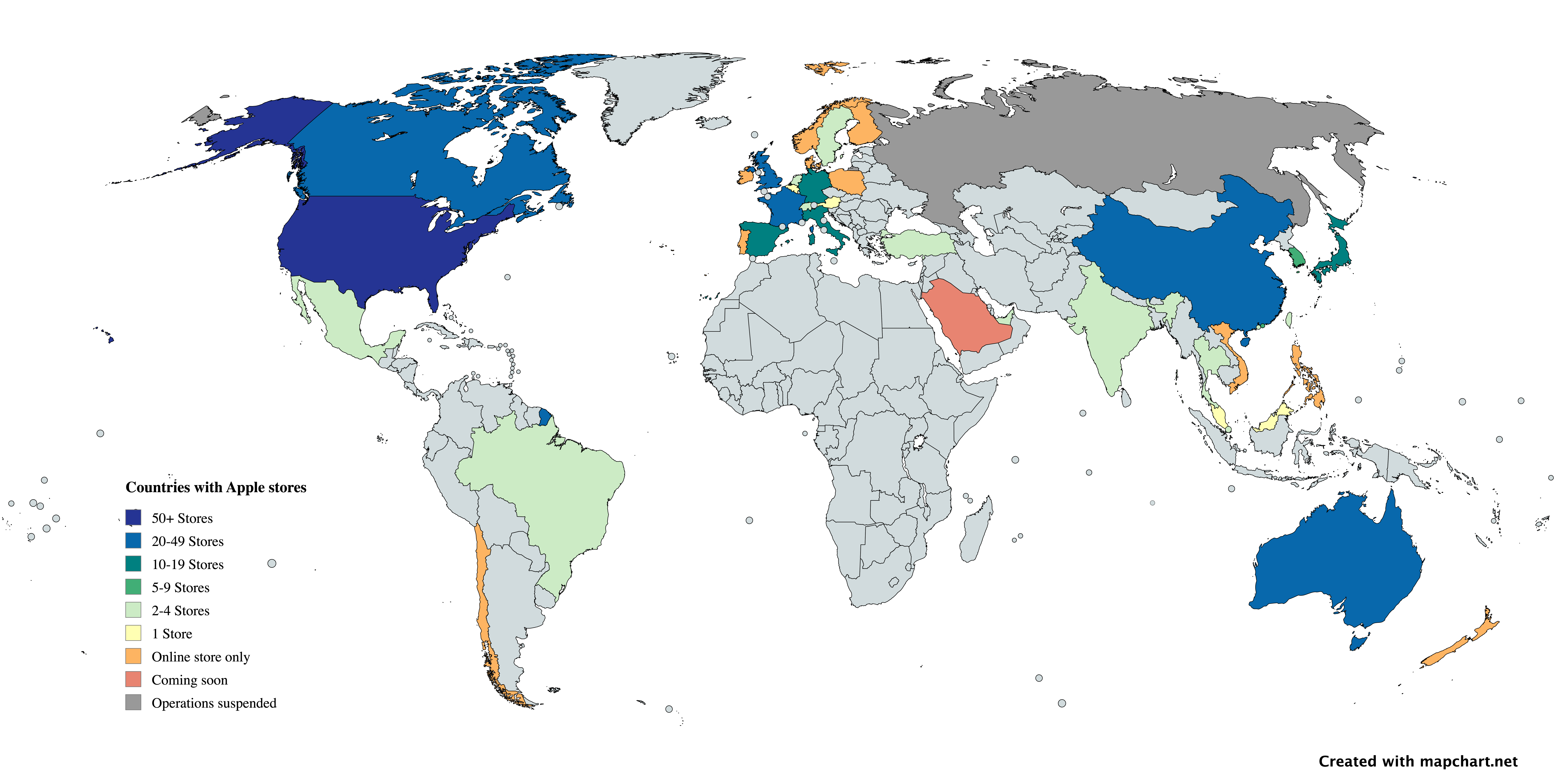

| أكثر من 50 متجر  | 20 إلى 49 متجر | من 10 إلى 19 متجر | من 5 إلى 9 متاجر | بلدان متوقفة |
| من 2 إلى 4 متاجر | متجر واحد      | متجر رقمي رسمي    | قادمة قريبًا      | بلدان متوقفة |

| الدولة / الإقليم           | تاريخ أول متجر | موقع أول متجر                          | تاريخ أحدث متجر | موقع أحدث متجر                    | عدد المتاجر | المراجع       |
| -------------------------- | -------------- | -------------------------------------- | --------------- | --------------------------------- | ----------- | ------------- |
| الولايات المتحدة الأمريكية | 19 مايو 2001   | تايسنز كورنر سنتر، فيرجينيا            | 2025            | وسط مدينة ديترويت، ميشيغان        | 273         | [ 32 ]        |
| الصين                      | 19 يوليو 2008  | سانليتون، بكين                         | 18 يناير 2025   | خفي                               | 48          | [ 33 ]        |
| المملكة المتحدة            | 20 نوفمبر 2004 | شارع ريجنت، لندن                       | 15 يونيو 2023   | باترسي، لندن                      | 40          | [ 34 ]        |
| كندا                       | 21 مايو 2005   | يوركديل سنتر، تورونتو                  | 18 نوفمبر 2022  | باسيفيك سنتر، فانكوفر             | 28          |               |
| أستراليا                   | 19 يونيو 2008  | شارع جورج، سيدني                       | 25 يوليو 2015   | ويستفيلد ميرندا، سيدني            | 22          | [ 35 ]        |
| فرنسا                      | 7 نوفمبر 2009  | كاروسيل اللوفر، باريس                  | 18 نوفمبر 2018  | باريس                             | 20          | [ 36 ]        |
| إيطاليا                    | 31 مارس 2007   | روما                                   | 27 مايو 2021    | روما                              | 17          | [ 37 ]        |
| ألمانيا                    | 6 ديسمبر 2008  | ميونخ                                  | 2 ديسمبر 2021   | برلين                             | 16          | [ 38 ]        |
| إسبانيا                    | 4 سبتمبر 2010  | برشلونة                                | 28 نوفمبر 2024  | مدريد                             | 12          | [ 39 ]        |
| اليابان                    | 30 نوفمبر 2003 | طوكيو                                  | 26 يوليو 2025   | أوساكا                            | 11          | [ 40 ]        |
| كوريا الجنوبية             | 27 يناير 2018  | سول                                    | 20 يناير 2024   | سول                               | 7           | [ 41 ]        |
| هونغ كونغ                  | 24 سبتمبر 2011 | مجمع IFC                               | 22 سبتمبر 2016  | مركز APM                          | 6           | [ 42 ]        |
| سويسرا                     | 25 سبتمبر 2008 | جنيف                                   | 12 يوليو 2014   | بازل                              | 4           | [ 43 ]        |
| الإمارات العربية المتحدة   | 29 أكتوبر 2015 | مول الإمارات في دبي، ياس مول في أبوظبي | 25 فبراير 2022  | أبو ظبي                           | 4           | [ 44 ]        |
| هولندا                     | 3 مارس 2012    | أمستردام                               | 9 أغسطس 2014    | لاهاي                             | 3           | [ 45 ]        |
| السويد                     | 15 سبتمبر 2012 | تابي                                   | 20 سبتمبر 2024  | ويستفيلد مول أوف سكندنافيا، سولنا | 3           | [ 46 ]        |
| تركيا                      | 5 أبريل 2014   | إسطنبول                                | 22 أكتوبر 2021  | شارع بغداد، إسطنبول               | 3           | [ 47 ]        |
| سنغافورة                   | 27 مايو 2017   | شارع أورشارد                           | 10 سبتمبر 2020  | مارينا باي ساندز                  | 3           | [ 48 ]        |
| البرازيل                   | 15 فبراير 2014 | ريو دي جانيرو                          | 18 أبريل 2015   | ساو باولو                         | 2           | [ 47 ]        |
| ماكاو                      | 25 يونيو 2016  | جلكسي ماكاو                            | 29 يونيو 2018   | كوتاي ستريب                       | 2           | [ 49 ]        |
| المكسيك                    | 24 سبتمبر 2016 | مدينة مكسيكو                           | 28 سبتمبر 2019  | مدينة مكسيكو                      | 2           | [ 50 ]        |
| تايوان                     | 1 يوليو 2017   | تايبيه 101                             | 15 يونيو 2019   | تايبيه                            | 2           | [ 51 ]        |
| تايلاند                    | 10 نوفمبر 2018 | بانكوك                                 | 31 يوليو 2020   | سنترال وورلد، بانكوك              | 2           | [ 52 ]        |
| الهند                      | 18 أبريل 2023  | مومباي                                 | 20 أبريل 2023   | سيليكت سيتي ووك، ساكيت، نيودلهي   | 2           | [ 53 ] [ 54 ] |
| بلجيكا                     | 19 سبتمبر 2015 | بروكسل                                 |                 |                                   | 1           | [ 55 ]        |
| النمسا                     | 24 فبراير 2018 | فيينا                                  |                 |                                   | 1           | [ 56 ]        |
| ماليزيا                    | 22 يونيو 2024  | كوالالمبور                             |                 |                                   | 1           | [ 57 ]        |
| الإجمالي                   |                |                                        |                 |                                   | 535 متجراً   |               |

## تاريخ

### البيع بالتجزئة لطرف ثالث

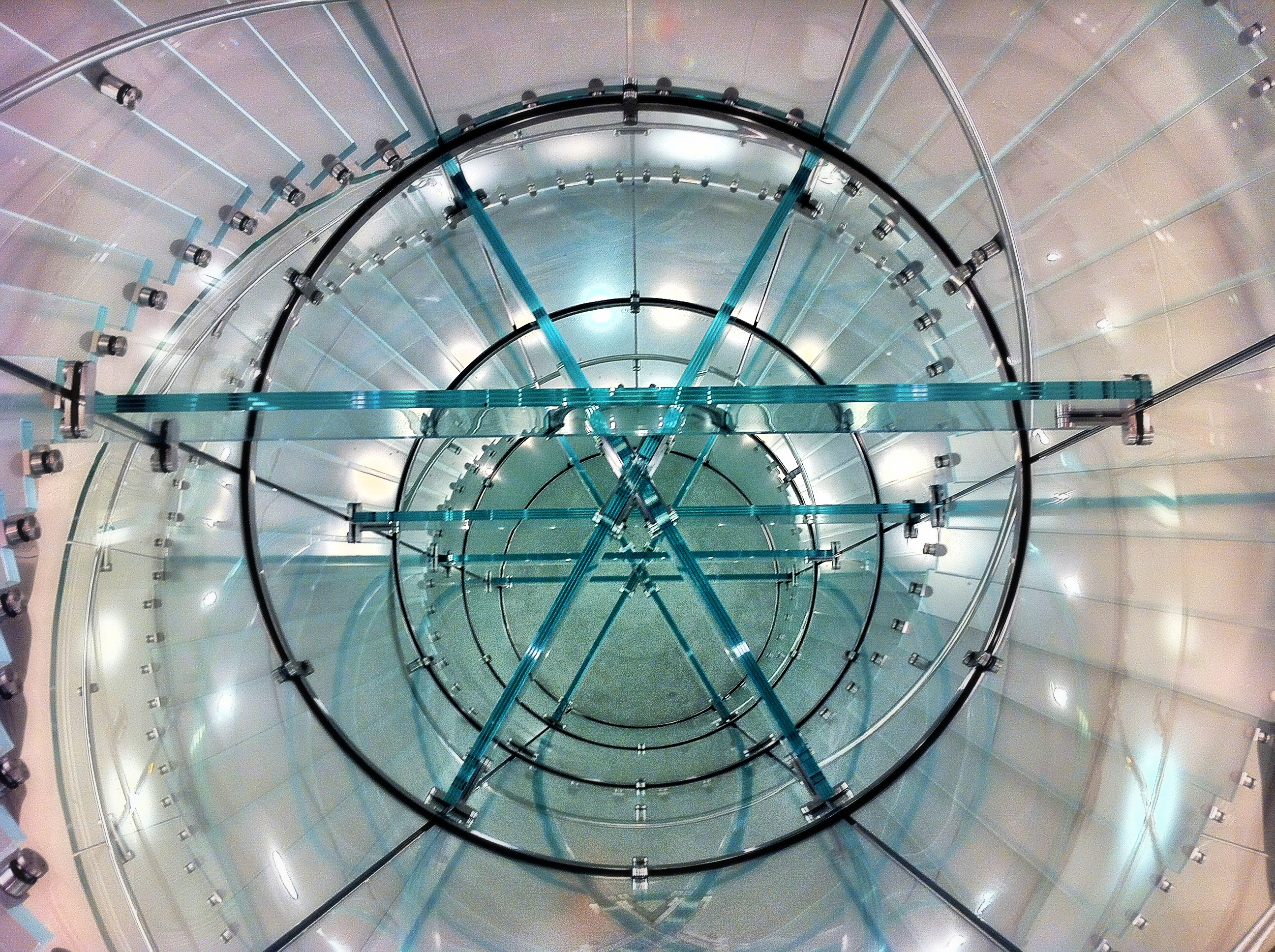
سلم حلزوني داخل متجر أبل ستور في بوسطن

عاد ستيف جوبز، المؤسس المشارك لشركة أبل، إلى الشركة كمدير تنفيذي مؤقت في عام 1997. وفقًا لكاتب سيرته الذاتية والتر إيزاكسون، بدأ جوبز حملة منسقة لمساعدة المبيعات من خلال تحسين عرض التجزئة لأجهزة حاسوب ماكنتوش. حتى مع إطلاق منتجات جديدة تحت ساعته، مثل آي ماك وبووربوك جي3 ومتجر عبر الإنترنت، لا تزال أبل تعتمد بشدة على متاجر الحاسوب والإلكترونيات الكبيرة في معظم مبيعاتها. هناك، واصل العملاء التعامل مع أقسام ماك سيئة التدريب والتي لم تتم صيانتها بشكل جيد والتي لم تعزز ولاء العملاء لشركة أبل ولم تساعد في التمييز بين تجربة مستخدم ماك وويندوز. في الواقع، كان اتجاه تجار التجزئة نحو بيع أجهزة الحاسوب الشخصية العامة الخاصة بهم والتي تستخدم مكونات أرخص من تلك التي يستخدمها كبار صانعي أجهزة الحاسوب، مما أدى إلى زيادة هوامش البيع بالتجزئة الإجمالية من خلال الحفاظ على أرباح التصنيع. وقد قدم هذا «دافعًا قويًا للربح لتحويل العملاء المهتمين بشراء جهاز ماك إلى مالكي أجهزة حاسوب منزلية جديدة ومجمعة بسعر رخيص».

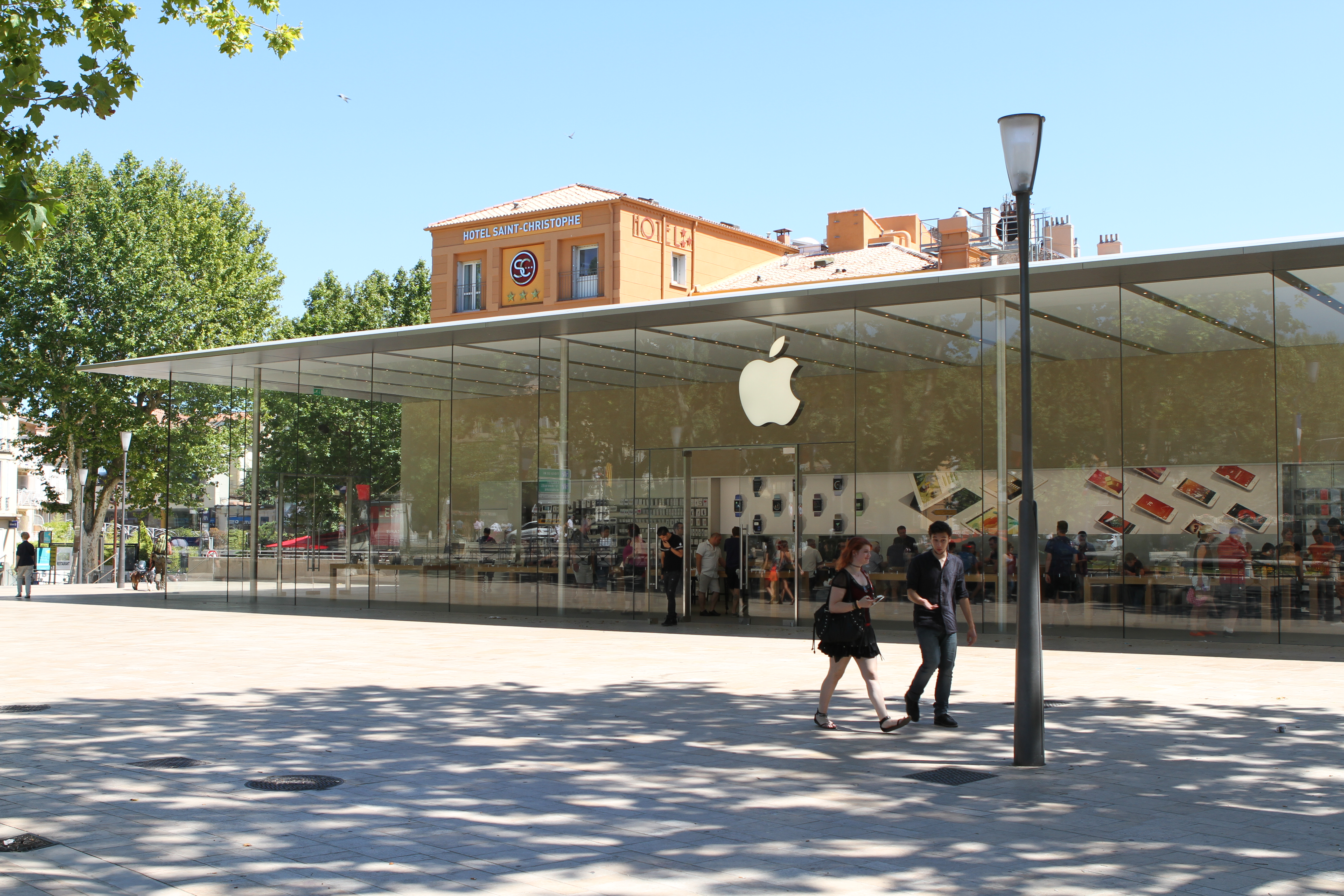
أبل ستور في إيكس أون بروفانس، فرنسا

أعلن تيم كوك، الذي انضم إلى شركة أبل في عام 1998 بصفته نائب الرئيس الأول للعمليات العالمية، أن الشركة «ستقطع بعض شركاء القنوات الذين قد لا يقدمون تجربة الشراء. نحن لسنا سعداء مع الجميع.» قطع جوبز علاقات أبل مع كل بائعي التجزئة الكبار، بما في ذلك سيرز ومونتغمري وارد وبست باي ومدينة الدائرة ومدينة الحاسوب ومكتب ماكس لتركيز جهودها في البيع بالتجزئة مع كمبيوسا. بين عامي 1997 و 2000، انخفض عدد بائعي ماك المعتمدين من 20000 إلى 11000 فقط. كانت غالبية هذه التخفيضات من قبل شركة أبل نفسها. أعلن جوبز أن شركة أبل ستستهدف شركة ديل كمنافس، مع تفويض كوك لمطابقة أو تجاوز مخزونات ديل البسيطة وسلسلة التوريد المبسطة. أدلى جوبز ببيان مفتوح لمايكل ديل، «مع منتجاتنا الجديدة ومتجرنا الجديد وبناءنا الجديد حسب الطلب، فإننا نلاحقك أيها الأصدقاء.» بينما كانت ديل تعمل كطلب مباشر بالبريد وشركة الطلبات عبر الإنترنت، بعد أن انسحبت من تجار التجزئة لتحقيق هوامش ربح أكبر وكفاءة أكبر، كان لدى أبل طلبات مباشرة مع مبيعات يتم التعامل معها من قبل شركاء قنوات التوزيع، وبائعي طلبات البريد الآخرين، والوكلاء المستقلين، والعلاقة الجديدة مع كمبيوسا لبناء «متاجر داخل متجر».
أجرى جوبز دراسة عن «متجر داخل متجر» مستقل لـ 34 موقعًا في اليابان. تم تصميم هذه المواقع من قبل شركة ثمانية. والرئيس التنفيذي تيم كوبي الذي كان يصمم أبل ماك وورلد وأحداث إطلاق المنتج مع أبل. يتطلب هذا تخصيص ما يقرب من 15% من كل متجر كمبيوسا لأجهزة وبرامج ماك (بما في ذلك المنتجات غير التابعة لشركة أبل) وستستضيف مندوب مبيعات أبل بدوام جزئي. ومع ذلك، فإن أسلوب «المتجر داخل المتجر» لم يلبي التوقعات، ويرجع ذلك جزئيًا إلى أن قسم أبل كان في المنطقة الأقل حركة مرور في متاجر كمبيوسا. رئيس كمبيوسا جيم هالبين، الذي أعلن أنه سيجعل منتجات أبل على رأس أولوياته، اضطر إلى الاستقالة بعد عام. أيضًا، واجهت كمبيوسا مشكلة في العثور على موظفين مدربين تدريباً جيداً، حيث أن معظم كتبة المتاجر عادة ما يوجهون العملاء بعيدًا عن أجهزة ماك ونحو أجهزة الحاسوب التي تعمل بنظام ويندوز. من خلال هذه النكسات، زادت مبيعات كمبيوسا لأجهزة ماك. ثم أضافت أبل شركة بست باي بصفتها بائعًا ثانيًا معتمدًا. لا تزال التحديات قائمة، حيث كانت هوامش ربح الموزعين عند بيع أجهزة ماك حوالي 9% فقط، وكان بيع أجهزة ماك مجديًا فقط إذا تم توفير عقود الخدمة والدعم المستمرة، والتي كانت تجارب تجار التجزئة فيها غير متسقة.

### متجر على الإنترنت
في عام 1997، وهو العام الذي عاد فيه ستيف جوبز إلى شركة أبل، سُئل مؤسس ديل ومديرها التنفيذي مايكل ديل عن كيفية إصلاحه لشركة أبل. ردت ديل: «كنت سأغلقه وأعيد المال للمساهمين». أثار هذا غضب جوبز، بسبب نجاح ديل في متجرها على الإنترنت الذي بناه في الأصل نكست، وهو عمله السابق الذي استحوذت عليه شركة أبل لإعادة وظائف. قضى فريق من موظفي أبل ونكست عدة أشهر في بناء متجر على الإنترنت سيكون أفضل من متجر ديل. في 10 نوفمبر 1997، أعلن ستيف جوبز عن المتجر عبر الإنترنت في حدث صحفي لشركة أبل، وخلال خطابه الرئيسي، قال: «أعتقد أن ما نريد إخبارك به يا مايكل، هو أنه مع منتجاتنا الجديدة ومتجرنا الجديد وتصنيعنا الجديد حسب الطلب، فإننا نلاحقك أيها الأصدقاء» ْ.
في أغسطس 2015، قامت أبل بتجديد واجهة المتجر عبر الإنترنت، وإزالة علامة التبويب «المتجر» المخصصة وجعل موقع الويب بأكمله تجربة بيع بالتجزئة.

### الأصول
اعتقد جوبز أن برنامج أبل للبيع بالتجزئة يحتاج إلى تغيير جذري في العلاقة مع العميل، وتوفير مزيد من التحكم في عرض منتجات أبل ورسالة علامة أبل التجارية. أدرك جوبز قيود البيع بالتجزئة من طرف ثالث وبدأ في البحث عن خيارات لتغيير النموذج.
في عام 1999، عين جوبز شخصيًا ميلارد دريكسلر، الرئيس التنفيذي السابق لشركة جاب. للعمل في مجلس إدارة أبل. في عام 2000، استأجر جوبز رون جونسون من تارجت. بدأت فرق البيع بالتجزئة والتطوير برئاسة ألين موير من شركة والت ديزني سلسلة من النماذج بالأحجام الطبيعية لمتجر أبل داخل مستودع بالقرب من مقر الشركة في كوبرتينو.
في 15 مايو 2001، استضاف جوبز حدثًا صحفيًا في أول متجر لشركة أبل، والذي يقع في مركز تايسونز كورنر سنتر في تايسونز، فيرجينيا بالقرب من واشنطن العاصمة. تم افتتاح المتجر رسميًا في 19 مايو، إلى جانب متجر آخر في جليندال جاليريا في جلينديل، كاليفورنيا. زار أكثر من 7700 شخص أول متجرين لشركة أبل في عطلة نهاية الأسبوع الافتتاحية، وأنفقوا ما مجموعه 599000 دولار أمريكي.

### توسيع
توقع العديد من المنشورات والمحللين فشل متاجر أبل. ومع ذلك، أثبت برنامج البيع بالتجزئة التابع لشركة أبل مزاياه، متجاوزًا قياس المبيعات لكل قدم مربع من المتاجر المجاورة المنافسة، وفي عام 2004 وصلت مبيعاتها السنوية إلى مليار دولار، وهي أسرع مبيعات تجزئة في التاريخ. استمرت المبيعات في النمو، لتصل إلى مليار دولار في الربع بحلول عام 2006. قال الرئيس التنفيذي آنذاك ستيف جوبز إن «الأشخاص لم يكونوا مستعدين لاستثمار هذا القدر الكبير من الوقت والمال أو الهندسة في متجر من قبل»، مضيفًا أنه «ليس من المهم أن يعرف العميل ذلك. إنهم يشعرون به فقط. إنهم يشعرون بأن شيئًا ما مختلف قليلًا». في عام 2011، بلغ متوسط إيرادات متاجر أبل في الولايات المتحدة 473000 دولار لكل موظف. وفقًا لشركة الأبحاث البيع بالتجزئة، احتلت سلسلة متاجر أبل المرتبة الأولى بين تجار التجزئة في الولايات المتحدة من حيث المبيعات لكل وحدة مساحة في عام 2011، حيث ضاعفت تيفاني تقريبًا، ثاني بائع التجزئة في القائمة. على المستوى العالمي، حققت جميع متاجر آبل عائدات مجمعة تبلغ 16 مليار دولار أمريكي. تحت قيادة رون جونسون، نائب الرئيس الأول السابق لعمليات البيع بالتجزئة، كانت متاجر أبل، وفقًا لمقال في صحيفة نيويورك تايمز، مسؤولة عن «[تحويل] أرضية مبيعات الحاسوب الممل إلى غرفة ألعاب أنيقة مليئة بالأدوات». نُسبت أيضًا إلى متاجر أبل إلى زيادة حقوق ملكية العلامة التجارية للشركة، حيث صرح سكوت جالوي، أستاذ التسويق في كلية ستيرن للأعمال بجامعة نيويورك، بأن المتاجر هي «المعبد للعلامة التجارية وهي تجربة لا تصدق تسمى أبل ستور، ومن ثم لديك هذه التجربة المتواضعة جدًا والتي تسمى إيه تي آند تي أو فيرايزون قم بتوصيل تجربة هاتفك مع سامسونج ومشغلات أندرويد الأخرى».
منذ ذلك الحين، أعادت أبل تأسيس العلاقات مع كبار تجار التجزئة في الصناديق الكبيرة مثل بست باي وستابلز. يمتلك بائعي التجزئة المعتمدين من أبل قسمًا مخصصًا لمتجر داخل المتجر، مما يوفر تجربة مميزة على غرار أبل لعرض المنتجات. تدعو العلاقة مع بست باي الشركة إلى إرسال مستشاري حلول أبل لتدريب موظفي بست باي على التعرف على تشكيلة منتجات أبل.

### تأثير
لقد غيرت متاجر أبل إلى حد كبير المشهد لتجار التجزئة للإلكترونيات الاستهلاكية وأثرت على الشركات التكنولوجية الأخرى لتحذو حذوها. وفقًا لصحيفة ذا جلوب اند ميل، «استحوذت متاجر البيع بالتجزئة التابعة لشركة أبل على حركة المرور والسيطرة والأرباح بعيدًا عن فيرايزون وكذلك تجار التجزئة في مجال الإلكترونيات، مثل بست باي، التي كانت تعتبر الهواتف اللاسلكية مصدر ربح مربحًا». ذكرت سي نت أن «تجربة البيع بالتجزئة من أبل تضر بست باي» ولاحظت، «اشترِ ماك بوك من أبل ستور ومن الصعب العودة إلى تجربة شراء كمبيوتر محمول ويندوز الأفضل شراء». كتب المنشور أيضًا أن «مندوبي مبيعات أبل بشكل عام أكثر دراية، والمنتجات نفسها ذات جودة أعلى بشكل عام، والمتاجر أكثر جاذبية من الناحية الجمالية والعملية.»
في أكتوبر 2009، ظهرت تقارير تفيد بأن ستيف جوبز وفريق البيع بالتجزئة سيساعدون في «إصلاح جذري» لمحلات ديزني. ووصفت صحيفة نيويورك تايمز مشاركته بأنها «ملحوظة بشكل خاص»، نظرًا لعمله في متاجر أبل «الناجحة للغاية» وانتخابه لمجلس إدارة ديزني في عام 2006.
في أغسطس 2009، ذكرت لندن إيفنينغ ستاندرد أن أول متجر لشركة أبل في المملكة المتحدة، في ريجنت ستريت، كان المتجر الأكثر ربحية من حجمه في لندن، حيث حقق أعلى مبيعات للقدم المربع، حيث حصل على 60 مليون جنيه إسترليني سنويًا، أو جنيه إسترليني. 2000 لكل قدم مربع.
بدأ العديد من تجار تجزئة الإلكترونيات الآخرين من جميع أنحاء العالم مثل هواوي وسامسونج وشاومي في اتباع اتجاه تصميم أبل ستور.

### إعادة التصميم

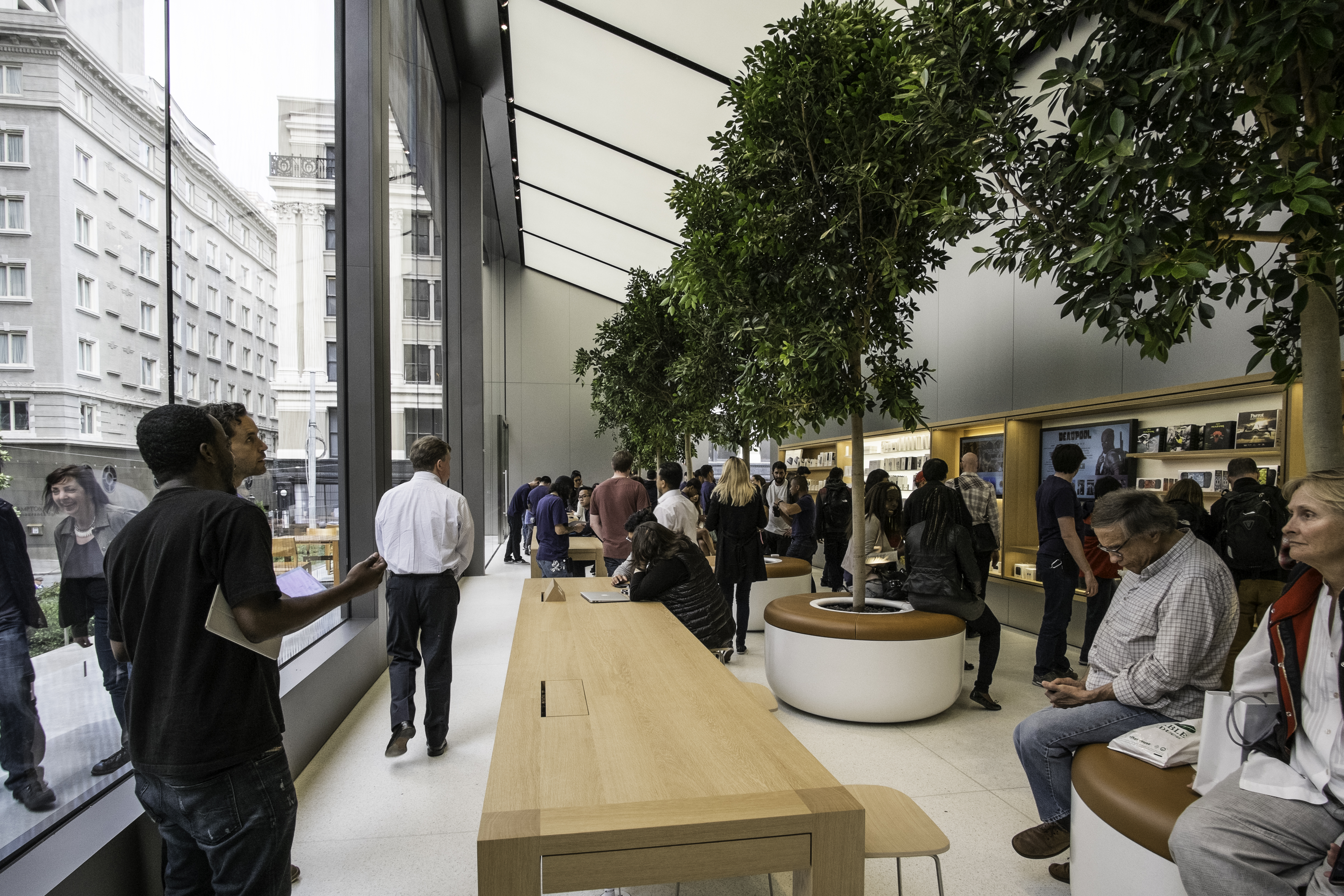
عبقرية غروف في ميدان الاتحاد، سان فرانسيسكو بعد التجديد في مايو 2016.

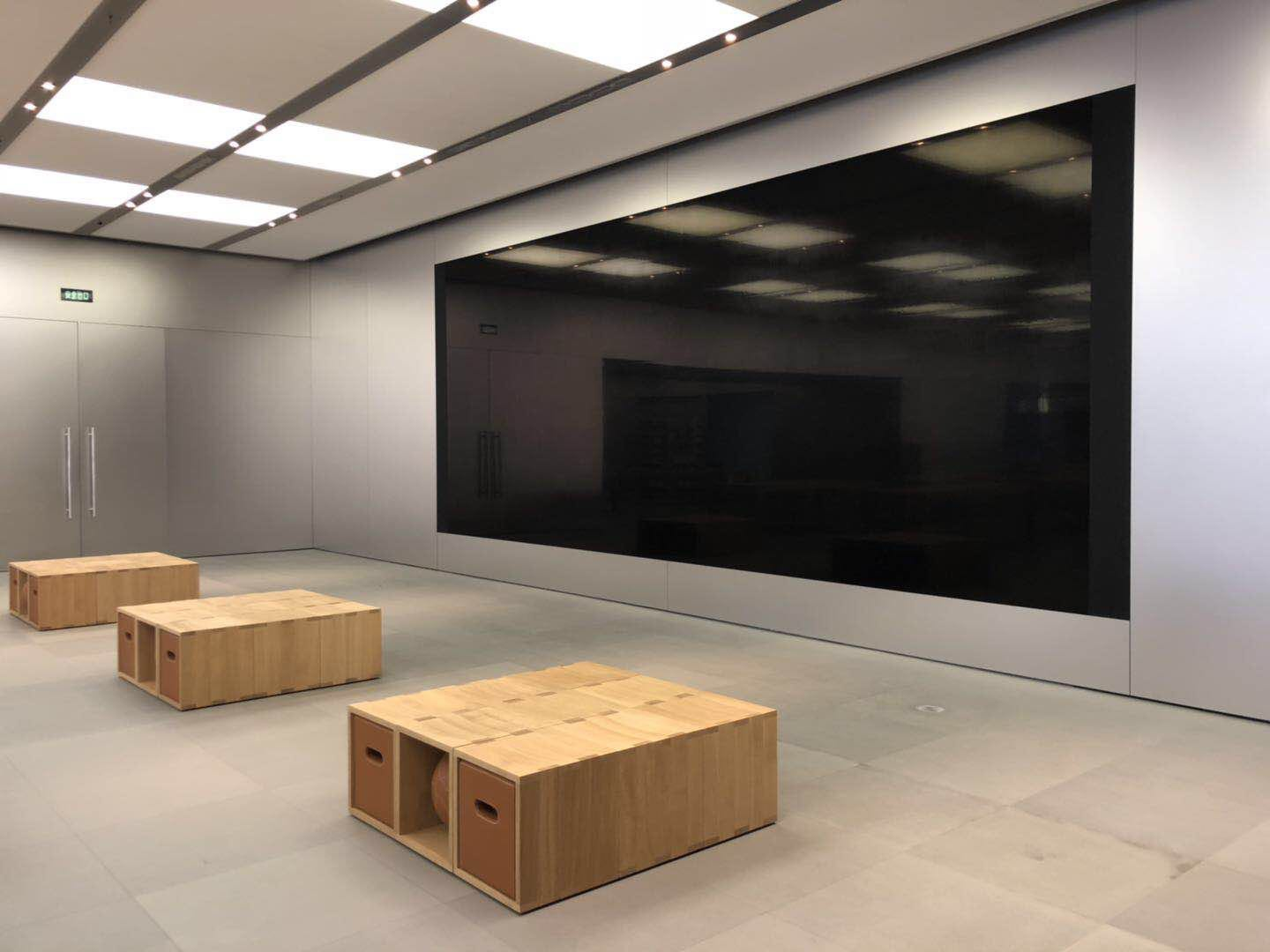
حائط الفيديو

في مايو 2016، أعادت شركة أبل تصميم متجر أبل يونيون سكوير الخاص بها بشكل كبير في وسط مدينة سان فرانسيسكو، مضيفةً أبوابًا زجاجية كبيرة للدخول، ومساحات مفتوحة مع طاولات حساسة للمس ورفوف لعرض المنتجات، وغرف تم تغيير علامتها التجارية للمتجر. «شارع» هو الموقع المركزي للأجهزة، وكذلك لتلقي النصائح من البائعين و «الايجابيات الإبداعية» ذوي المعرفة المتخصصة بالموسيقى والتصوير الفوتوغرافي والإبداع والتطبيقات. أصبحت «شريط عبقرية» «عبقرية جروف»، وهي منطقة محاطة بالأشجار للمساعدة والدعم. يتميز «المنتدى» بشاشة فيديو كبيرة ويقدم ليالي ألعاب وجلسات مع خبراء في الفنون الإبداعية وفعاليات مجتمعية. على الرغم من أن «بلازا» مقصورة على مواقع محددة فإنها توفر مساحة «تشبه المنتزه» خارج المتجر تتميز بخدمة واي فاي مجانية على مدار الساعة وطوال أيام الأسبوع وستستضيف حفلات موسيقية حية في بعض عطلات نهاية الأسبوع. من تصميم جوني آيف وأنجيلا أريندتس، كانت الفكرة هي تحويل متاجر أبل إلى «ساحات المدينة»، حيث يأتي الأشخاص بشكل طبيعي إلى المتجر كمكان للتجمع، و«المساعدة في تعزيز التجارب البشرية التي تخرج الناس من فقاعاتهم الرقمية». سيتم اعتماد التصميم الجديد في كل متجر تمتلكه أبل، وأثناء عملية التجديد، يتم نقل
المتاجر أو إغلاقها مؤقتًا.
في أبريل 2017، أعلنت شركة أبل أن جلساتها التعليمية «اليوم في أبل»، التي أطلقتها مع إعادة تصميم ميدان الاتحاد في عام ؤ2016 وتقدم أكثر من 60 جلسة عملية مجانية للمهارات الإبداعية، سيتم توسيعها أيضًا لتشمل جميع متاجرها.
اعتبارًا من مايو 2018، تمت إضافة حائط الفيديو إلى المتاجر حول العالم، وترقية بعض المتاجر مثل أبل بالو ألتو.

## شريط عبقرية

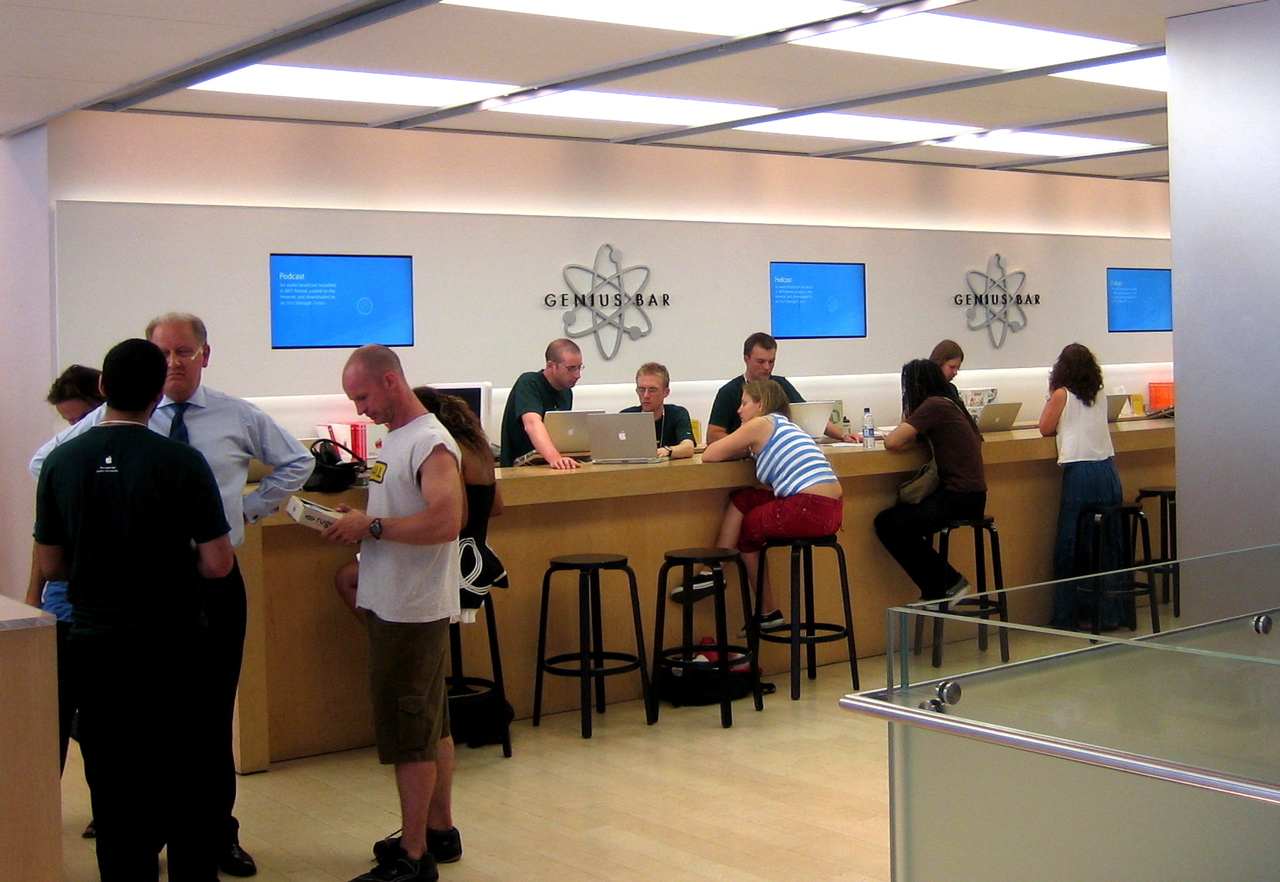
جينيوس بار في متجر أبل ريجنت ستريت، لندن

تحتوي جميع متاجر أبل على شريط عبقرية، حيث يمكن للعملاء تلقي المشورة الفنية أو إعداد الخدمة والإصلاح لمنتجاتهم. يوفر شريط العبقرية خدمة الأجهزة على المنتجات غير المصنفة عتيقة أو قديمة. ومع ذلك، في معظم الحالات، سيحاول
العباقرة على الأقل مساعدة العملاء بأجهزة قديمة.
في مايو 2017، أطلقت أبل برنامجًا جديدًا يسمى اليوم في أبل. يمكن للعملاء الحضور والحصول على تدريب مجاني من أحد المبدعين في أكثر من 60 جلسة مختلفة. تشمل الموضوعات المعرفة الأساسية بالأجهزة، والأفلام الاحترافية من أبل، وبرامج تحرير الموسيقى، والترميز للأطفال، وأدوات استخدام منتجات أبل في التعلم القائم على الفصل الدراسي.
يقع أكبر بار عباقرة في العالم في أمستردام.

## افتتاحات المتجر
يمكن أن تجتذب افتتاحات أبل ستور وإصدارات المنتجات الجديدة حشودًا من المئات، مع انتظار البعض في الصف قبل الافتتاح بيوم واحد. أصبح افتتاح متجر مكعب التجمع الخامس في مدينة نيويورك في عام 2006 مكانًا لاقتراح الزواج، وكان هناك زوار من أوروبا حضروا هذا الحدث. في يونيو 2017، التقط زوجان حديثًا صور زفافهما داخل متجر أبل طريق أورشارد الذي تم افتتاحه مؤخرًا في سنغافورة.

## متجر شركة أبل

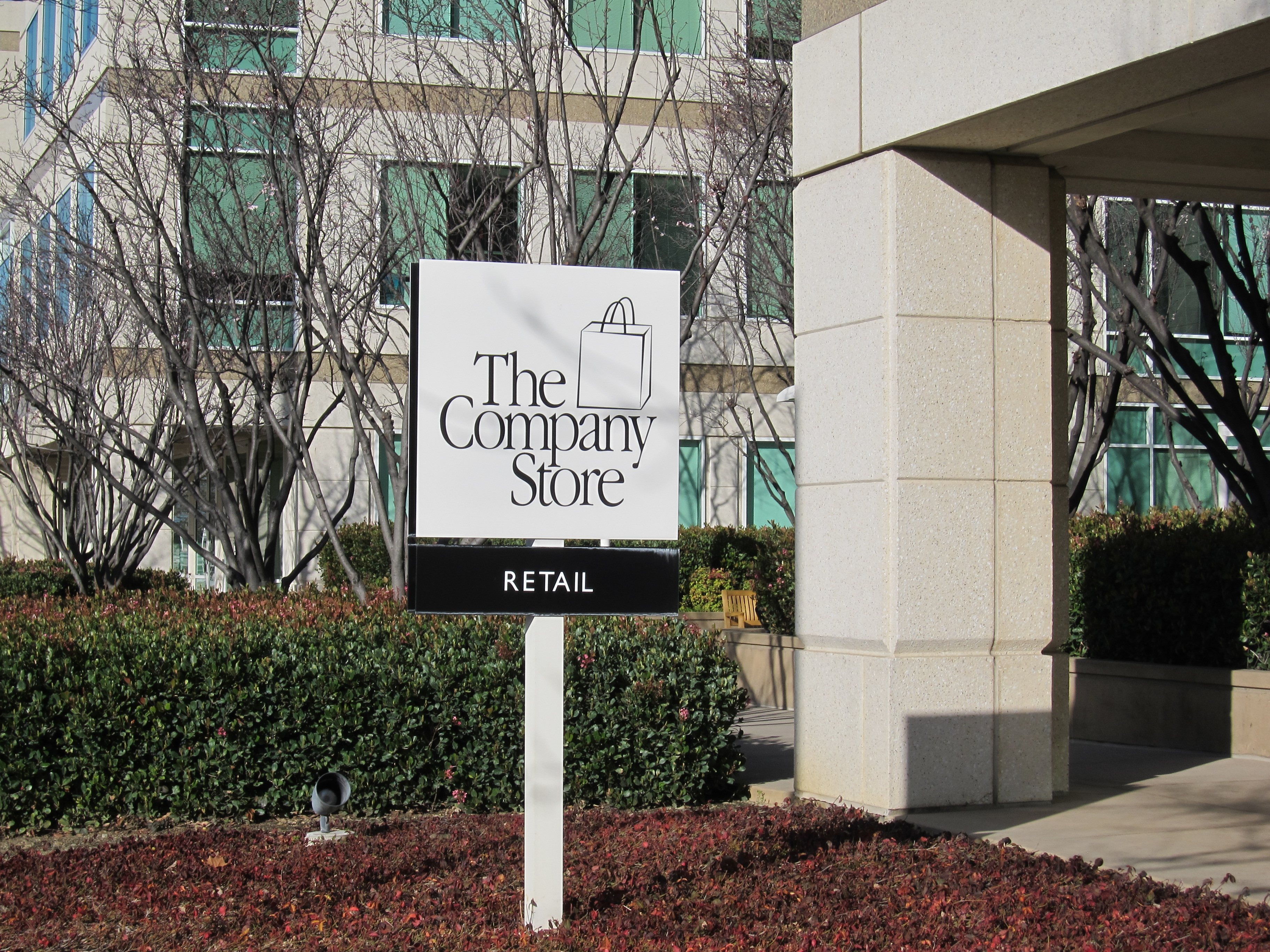
الجزء الخارجي من متجر حرم أبل الجامعي في حلقة لا نهائية

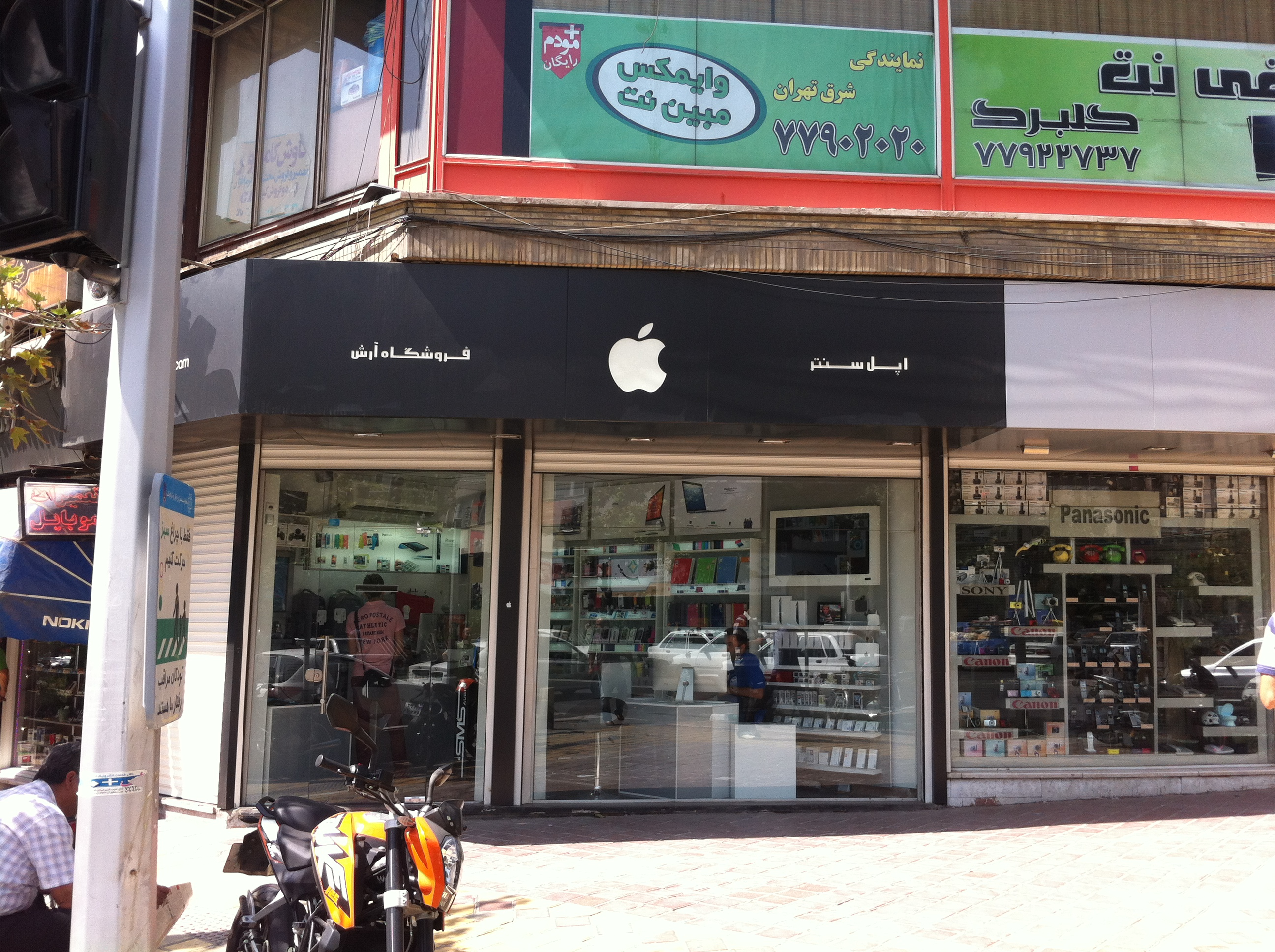
متجر أبل غير مصرح به في طهران، إيران

في عام 1993، افتتحت أبل متجرًا في حرم أبل الجامعي في كوبرتينو، كاليفورنيا. في ذلك الوقت، كان المتجر هو المكان الوحيد في العالم الذي يمكن فيه شراء سلع أبل، بما في ذلك القمصان والأكواب والأقلام. في يونيو 2015، تم إغلاق المتجر للتجديدات، وفي سبتمبر أعيد افتتاحه، ليقدم تصميمًا جديدًا، ولأول مرة بيع أجهزة آيفون.

## التقليد
في تموز (يوليو) 2011، أبلغت مدونة أمريكية مغتربة تعيش في مدينة كونمينغ جنوب غرب الصين عن اكتشافها لما وصفته بأنه «أفضل متجر مزيف رأيناه على الإطلاق» - متجر أبل مزيف، مزود بواجهة زجاجية خارجية وطاولات عرض خشبية، وسلالم متعرجة وملصقات ترويجية كبيرة موجودة في متاجر أبل الشرعية، ومع الموظفين الذين يرتدون شرائط تعليق وقمصان مثل موظفي أبل ستور الفعليين. ذكرت صحيفة وول ستريت جورنال أن المتجر «حظي باهتمام دولي واسع النطاق للأطوال الرائعة التي يبدو أن مالكيها قد ذهبوا إليها لتقليد شكل ومظهر متجر أبل الحقيقي.» تم ذكر متجر أبل المزيف من قبل الولايات المتحدة المرشح الرئاسي ميت رومني في المناظرة الثانية لانتخابات عام 2012. يحظر القانون الصيني على تجار التجزئة تقليد مظهر ومظهر متاجر المنافسين، لكن التنفيذ متساهل.
وفقًا لصحيفة وول ستريت جورنال، تم العثور على بائعين غير معتمدين لشركة أبل في جميع أنحاء الصين، أشار المنشور الأصلي للمدون إلى أن متجرين من هذا القبيل كانا يقعان على مسافة قريبة من الإصدار الأول، أحدهما به علامة بها أخطاء إملائية تقول "Apple Stoer". أكد موظف في أول نسخة مقلدة أن المتجر ليس واحدًا من 13 بائعي أبل المعتمدين في كونمينغ. في تقرير متابعة، أشارت رويترز إلى أن السلطات المحلية في كونمينغ أغلقت متجرين مزيفين لأبل في تلك المدينة بسبب عدم وجود تصاريح عمل رسمية، لكنها سمحت لثلاثة متاجر أخرى بالبقاء مفتوحة، بما في ذلك المتجر الذي جذب الانتباه الدولي. تقدم مشغلو هذا المتجر بطلب للحصول على ترخيص بائع من أبل. في وقت كتابة التقرير، تم افتتاح أربعة متاجر شرعية فقط من متاجر أبل في الصين، اثنان في بكين واثنان في شنغهاي.